# Onofrio
Onofrio  è un nome proprio di persona italiano maschile.

## Varianti
- Femminili: Onofria[1][2][3]

### Varianti in altre lingue
- Albanese: Onufër
- Basco: Onoper[4]
- Catalano: Onofre[4]
- Copto: Unnufer[5], Uenofre[3], Unnefer[5], Wennefer[5]
- Francese: Onuphre
- Greco antico: Ὀνούφριος (Onouphrios)[2][5], Onophris[2][3]
- Latino: Onuphrius[1][2][3]
  - Femminili: Onuphria[1]
- Polacco: Onufry
- Russo: Онуфрий (Onufrij)
- Portoghese: Onofre
- Serbo: Онуфрије (Onufrije)
- Spagnolo: Onofre[4]
- Ucraino: Онуфрій (Onufrij)

## Origine e diffusione

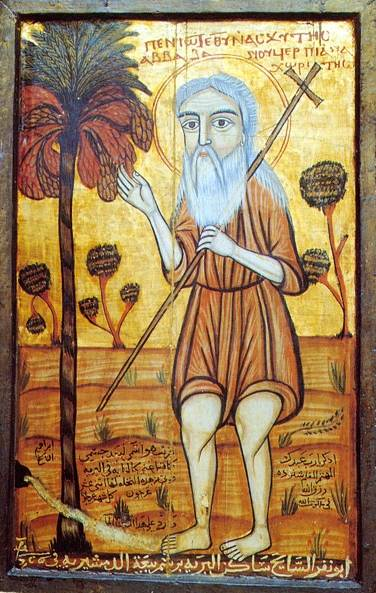
Sant'Onofrio in un'antica icona copta

Deriva, tramite il greco Ὀνούφριος (Onouphrios) e il latino Onuphrius, da un antico nome copto, Unnufer o Uenofer, a sua volta da un epiteto egizio attribuito al dio Osiride, wnn-nfr, ossia "colui che è sempre felice". Talvolta, Onofrio viene accostato anche al nome germanico Umfrido (che, nella sua forma latina, è Hunfridus).
La diffusione del nome è dovuta alla venerazione verso sant'Onofrio, un anacoreta vissuto in Egitto nel IV o V secolo; il suo culto, ampio a Costantinopoli, raggiunse l'Europa con le crociate; in Italia oggi è diffuso principalmente al Sud, specie nelle province di Bari, Palermo e Agrigento.

## Onomastico
L'onomastico può essere festeggiato il 12 giugno in ricordo di sant'Onofrio, anacoreta in Tebaide nel V secolo, oppure il 4 agosto in memoria di un altro sant'Onofrio, eremita presso Catanzaro, o ancora il 25 agosto in onore del beato Salvio Tolosa Alsina, detto fratel Onofrio, uno dei martiri della guerra civile spagnola.

## Persone

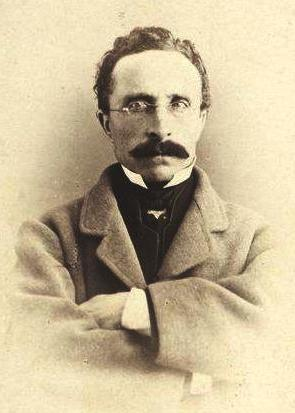
Onofrio Abbate

- Onofrio Abbate, medico, naturalista e scrittore italiano
- Onofrio Avellino, pittore italiano
- Onofrio Barone, calciatore e allenatore di calcio italiano
- Onofrio Bartolini, arcivescovo cattolico italiano
- Onofrio Bramante, pittore e fumettista italiano
- Onofrio Catacchio, fumettista italiano
- Lorenzo Onofrio Colonna, nobile italiano
- Onofrio del Grillo, funzionario italiano
- Onofrio Fusco, calciatore e allenatore di calcio italiano
- Onofrio Gabrieli, pittore italiano
- Onofrio Giliberto, scrittore, drammaturgo e romanziere italiano
- Onofrio Antonio Gisolfi, ingegnere e architetto italiano
- Onofrio Jannuzzi, politico e avvocato italiano
- Onofrio Martinelli, pittore italiano
- Onofrio Panvinio, storico italiano
- Onofrio Pirrotta, giornalista italiano
- Onofrio Puglisi, matematico italiano
- Onofrio Tomaselli, pittore italiano
- Onofrio Visdomini, vescovo italiano

### Varianti
- Onofre Marimon, pilota automobilistico argentino